# Wells (Vermont)
Wells és una població dels Estats Units a l'estat de Vermont. Segons el cens del 2000 tenia 1.121 habitants.

## Demografia
Segons el cens del 2000, Wells tenia 1.121 habitants, 466 habitatges, i 334 famílies. La densitat de població era de 19,2 habitants per km².
Dels 466 habitatges en un 26,2% hi vivien nens de menys de 18 anys, en un 58,8% hi vivien parelles casades, en un 8,6% dones solteres, i en un 28,3% no eren unitats familiars. En el 23,2% dels habitatges hi vivien persones soles l'11,8% de les quals corresponia a persones de 65 anys o més que vivien soles. El nombre mitjà de persones vivint en cada habitatge era de 2,41 i el nombre mitjà de persones que vivien en cada família era de 2,8.
Per edats la població es repartia de la següent manera: un 22,2% tenia menys de 18 anys, un 5,7% entre 18 i 24, un 25,2% entre 25 i 44, un 28,4% de 45 a 60 i un 18,6% 65 anys o més.
L'edat mediana era de 43 anys. Per cada 100 dones de 18 o més anys hi havia 92,5 homes.
La renda mediana per habitatge era de 32.361 $ i la renda mediana per família de 41.023 $. Els homes tenien una renda mediana de 30.921 $ mentre que les dones 21.842 $. La renda per capita de la població era de 16.280 $. Entorn del 6,8% de les famílies i l'11,8% de la població estaven per davall del llindar de pobresa.